# Jagdmuseum Riihimäki
Das Jagdmuseum Riihimäki auch benannt als Suomen Metsästysmuseo (Finnisches Jagdmuseum) in Riihimäki, ist ein Museum zur Jagdgeschichte in Finnland. Es umfasst jagdliche Exponate, archäologische Funde und Waffensammlungen.
Die Ausstellung erläutert den Beginn der finnischen Jagdkultur vor etwa 10.000 Jahren und die Bedeutung für das tägliche Überleben der finnischen Urbevölkerung. In den folgenden Ausstellungsräumen werden Fanggeräte und -methoden der finnischen Jäger, Fischer und Bauern gezeigt. Seit dem 19. Jahrhundert dominiert die Jagd mit Schusswaffen, hierzu bietet die Ausstellung des Museums  Handfeuerwaffen, Munition, auch militärische Ausrüstungsgegenstände, Wildlockmittel, Präparate von Tieren, Jagdbekleidung und finnisches Brauchtum zur Jagd. Die Sammlungen von exotischen Jagdtrophäen und die Beschreibung von Safari- und Großwildjagden bilden einen weiteren Themenschwerpunkt. In der Sako-Hall findet sich eine Ausstellung zur Geschichte der ortsansässigen und regionalen Waffenhersteller wie Sako, Tikkakoski und Valmet.